# Ян Протасович
Ян Протасович (пол. Jan Protasowicz, ? — 1608) — поет та перекладач у Великому князівстві Литовському.

## Життєпис
Походив з роду Протасовичів, син Бенедикта Васильовича Протасовича і Марини з Полубинських.
Отримав добру освіту, знав латинську, грецьку, західно-європейські мови. Залишив 6 віршованих творів, написаних польською мовою, виданих у друкарні Яна Карцана у Вільно.

## Творчість
Твір «Паранімфус» (пол. Paranimphus) присвячений Янушу Скуміну-Тишкевичу з нагоди його одруження з Барбарою Нарушевич (1595).
«Епіцендіум» (пол. Epicedium, 1597) написаний з приводу смерті М. Войни, дружини Я.Колонтая, і присвячена її батькові Григорію Войні, каштеляну берестейському.
Твір «Зразок чесної Білоголової» (пол. Kształt poczciwey Białogłowy, 1597) присвячений Катерині Тишкевич, дружині Федора Скуміна-Тишкевича. Він має моралізаторський характер і написаний з використанням образів Старого та Нового Заповітів.
«Офіродавець» (пол. Jałmuźnik, 1597) — перероблена поема італійського вченого Юлія Фолька. Твір присвячений опікуну Яна Протасовича Миколаю-Криштофу Радзивіллу (Сирітці). Основна думка твору — необхідність допомагати бідним, нещасним та знедоленим.
«Портрет старої людини» (пол. Konterfet człowieka starego, 1597) — морально-дидактичний твір, присвячений дядькові поета, новогрудському каштеляну Олександру Полубинському, з нагоди його похилого віку.
Вершиною творчості Яна Протасовича є «Inventores rerum…» (1608). Твір має характер енциклопедії, де в алфавітному порядку перелічені біблейські, міфологічні та історичні особи з описом їх винаходів. Всього містить 147 статей.